# Крушевски партизански одред
Крушевски народноослободилачки партизански одред „Питу Гули“ формиран је 16. априла 1942. године, у месту званом Грујова нива, на планини Осој. Формирању одреда присуствовали су припадници Покрајинског штаба Народноослободилачке војске и партизанских одреда Македоније Трајко Бошкоски - Тарцан, Киро Крстески - Платник и Трајан Белев - Гоце, као и чланови партијске организације из Пусте Реке, Злате Биљановски, и члан Војног штаба Илија Стојковски. Одреду је на дан формирања предана црвена застава са петокраком звездом и натписом „Питу Гули“.
Тада је именовано и руководство одреда:
- командант: Мише Ефтимов - Петре
- политички комесар: Наум Наумовски - Борче
- интендант: Јани Туфа
- секретар партијске организације у одреду: Манчу Матак

Одмах је цео одред положио свечану заклетву. Од свог формирања до прве акције, односно напада на село Прибилци, одред је преживео извесну кризу, због чега је дуго остао код Крушева, односно у манастиру „Свети Спас“.
30.септембра Божин Мицев и Панде Николов из села Зашле изведени су пред народни суд одреда, осуђени су на смрт као шпијуни и издајници, а потом стрељани.

## Издаја Јанија Туфе
Јани Туфа, који је био члан КПЈ од 1937, није био задовољан додељеном дужношћу да буде интендант одреда (снабдевање војске храном, одећом и другим потребама), јер је раније обављао веће дужности. Изјавио је да због болести не жели да остане у одреду и да жели да оде у Крушево, где ће радити у позадини. Против тога је био штаб одреда и већина бораца, али су ипак одобрили Јани Туфа да оде у Крушево и живи у строгој илегалности.
Међутим, уместо да илегално уђе у град, Туфа се састао са секретаром бугарске општине у Крушеву, Карапанчевом, и понудио своју сарадњу с полицијом у борби против одреда. Бугарској полицији дао је све податке о одреду: бројност и састав, терен по коме се креће, дејства и везе људи са одредом. Осим тога, Туфа је саопштио имена и састав Месног комитета, Војног комитета и свих партијских и скојевских ћелија у Крушеву и селима. Након тога уследила је велика рација и хапшења, када је ухапшено око 60 чланова Партије и припадника Народноослободилачког покрета. Окупатор је одржао суђење и изрекао строге казне. Две особе су осуђене на смрт вешањем, које је извршено током новембра 1942. године, а 14 људи је осуђено на смрт у одсуству (јер су били у одреду), а остали су осуђени на казну затвора од једне до двадесет година. Издаја Јанија Туфе задала је тежак ударац народноослободилачком покрету на подручју Крушева.

## Напад на рудник Цер
Почетком септембра 1942. године донета је одлука о нападу на рудник мангана „Небојша“ код села Цер. Главна ударна група је требало да дигне у ваздух рудничке јаме и инсталације за довод ваздуха у јамама, а ту групу су чинили: Мише Ефтимовски, Наум Наумовски и Манчу Матак.
Напад је почео у поподневним сатима 9. септембра 1942. године. Непријатељска стража није пружала отпор приликом разоружавања, као ни службеници у управној згради. Јоше Вијачовски из села Пуста Река, тада стражар у Руднику, са свом борбеном опремом, ступио је у одред, и одмах је учествовао у акцији. У магацину рудника откривене су велике количине хране, коју су војници Одреда у континуитету носили до сутрадан, на око километар од рудника. Између осталог, заплењено је: 1000 килограма брашна, 50 килограма пиринча, 50 килограма шећера, 300 килограма пасуља, 120 литара уља, 5 лименки бензина, 20 килограма сочива, 5 килограма црвене паприке, једна конзерва свињске масти, 4 бојне пушке са 200 метака, ручна апотека са великом количином санитетског материјала и друго.
На путу из села Цер, сутрадан око поднева, наишли су на једну бугарску јединицу, која је обилазила Рудник. Отпочео је окршај, али је бугарска пешадија за 15 минута напустила место и повукла се у село Цер. Није прошло ни сат времена, а непријатељски авион је кружио небом, па су борци напустили ово подручје и повукли се у базе између планина Стрмол и Козјак.

## Напад на село Кочиште
Штаб одреда је 24. септембра 1942. године донео одлуку о нападу на село Кочишта и ликвидацији бугарских контрачета у селу на чијем је челу био Јон Костадиновски - Тусако, који је био један од најимућнијих у селу.

Ноћ пре напада, Одред се налазио у рејону између села Пуста Река и Зашле и стигао у рејон Беланова. После неколико сати одмора, екипа је направила план напада.
Тачно у 16 часова почела је акција и обе ударне групе су ушле у село. Прва група је отишла до куће Јона Костадиновског, који је у овом тренутку у дворишту жео жито. Партизани га нису познавали, па су га питали где је Јон, на шта је Јон одговорио да је у кући. Партизани су ушли у кућу, а Јон је побегао. По читавом селу почела је општа пуцњава. Борба је трајала до 19.30, када су се сељани и контрачетници сакрили у скровишта, а село је изгледало пусто. Партизани су напустили село, а раније је код сеоске цркве једини заробљени четник Јордан Сиљаноски из села Долно Дивјаци, који се 1920-их година доселио у село Кочишта, после краћег суђења осуђен на смрт и стрељан.

## Литераутра
- Злате Биљановски. "Одред Питу Гули" (1973, 1990)